# Първенство на България по футбол 1937
Тази статия представя държавното първенство на България по футбол през сезон 1937 г.. Играе се по системата директни елиминации в един мач. При равенство се назначава допълнително време, а при ново равенство - мачът се преиграва на следващия ден на същото място. Финалът се играе в София. На победителят се връчва и Царската купа.

## Участници
Това са победителите от Спортните области:
| Варненска спортна област     | Владислав (Варна)         |  |  |
| Шуменска спортна област      | Панайот Волов (Шумен)     |  |  |
| Русенска спортна област      | Левски (Русе)             |  |  |
| Търновска спортна област     | Хаджи Славчев (Павликени) |  |  |
| Плевенска спортна област     | Белите орлета (Плевен)    |  |  |
| Врачанска спортна област     | Цар Крум (Бяла Слатина)   |  |  |
| Бдинска спортна област       | Бдин (Видин)              |  |  |
| Софийска спортна област      | Левски (София)            |  |  |
| Рилска спортна област        | Левски (Дупница)          |  |  |
| Пловдивска спортна област    | Ботев (Пловдив)           |  |  |
| Хасковска спортна област     | България (Хасково)        |  |  |
| Старозагорска спортна област | ЖСК[*] (Ст. Загора)       |  |  |
| Приморска спортна област     | Черноморец (Бургас)       |  |  |
| Тунджанска спортна област    | Георги Дражев (Ямбол)     |  |  |

[*] ЖСК – Железничарски спортен клуб.

## 1 кръг
| Левски (Русе)          | Бдин (Видин)            | 3:0          |  |
| Белите орлета (Плевен) | Цар Крум (Бяла Слатина) | 4:1          |  |
| Х. Славчев (Павликени) | ЖСК (Ст. Загора)        | 3:1          |  |
| Владислав (Варна)      | П. Волов (Шумен)        | 3:0 служ.[*] |  |
| Дражев (Ямбол)         | Черноморец (Бургас)     | 3:2          |  |
| Левски (София)         | Левски (Дупница)        | 7:1          |  |
| България (Хасково)     | Ботев (Пловдив)         | 2:3          |  |

[*] Мачът е отложен първоначално. На насрочената нова дата обаче не се явява отборът от Шумен.

## 2 кръг – 1/4 финали
| Левски (Русе)     | Белите орлета (Плевен) | 2:0 |  |
| Ботев (Пловдив)   | Х. Славчев (Павликени) | 4:0 |  |
| Владислав (Варна) | Дражев (Ямбол)         | 2:0 |  |
| Левски (София)    | почива                 |     |  |

## 3 кръг (1/2 финали)
| Левски (Русе)  | Владислав (Варна) | 1:1 прод. | втори мач 3:0 служ.[*] |
| Левски (София) | Ботев (Пловдив)   | 1:0       |                        |

[*] Отборът на Владислав не се явява за втория мач.

## Финали

### Първи финал
| 3 октомври 1937, гр. София |        |               |
|                            |        |               |
| Левски (София)             | 1:1[*] | Левски (Русе) |

голмайстори:
- Михаил Лозанов за Левски (София);
- Топоров за Левски (Русе).

### Втори Финал
| 5 октомври 1937, гр. София |        |               |
|                            |        |               |
| Левски (София)             | 3:0[*] | Левски (Русе) |

голмайстори:
- Михаил Лозанов, Асен Пешев и Ив. Григоров за Левски (София);.

[*] В първия мач съдията не назначава допълнително време, въпреки протестите от страна на футболистите на Левски (Русе). Във втория мач Левски (Русе) повежда с 1:0 и голът е зачетен, но след сигнал от помощника е отменен. Футболистите на Левски (Русе) довършват мача, но след неговия край напускат незабавно терена преди официалното награждаване.

## Държавен първенец
Левски (София):
Ради Мазников, Никола Николов, Никола Димитров, Захари Радев, Кирил Цветков, Нестор Иванов, Любомир Стамболиев, Иван Григоров, Михаил Лозанов, Асен Пешев(капитан), Кирил Андреев, Стефан Георгиев, Кирчев